# Ардено
Ардѐно (на италиански: Ardenno, на западноломбардски: Ardén, Арден) е малко градче и община в Северна Италия, провинция Сондрио, регион Ломбардия. Разположено е на 266 m надморска височина. Населението на общината е 3270 души (към 2011 г.).